# Fabrice Santoro
Pour les articles homonymes, voir Santoro.
Fabrice Vetea Santoro, né le 9 décembre 1972 à Tahiti, est un joueur français de tennis, professionnel de 1989 à 2010.
Au cours de sa carrière de plus de vingt ans sur le circuit professionnel (de 1989 à 2010), il s'est révélé être un joueur très atypique, non seulement en raison de sa prise de raquette à deux mains des deux côtés (rare dans le tennis moderne), mais également dans sa capacité à produire un tennis « spectaculaire ». Il s'est particulièrement illustré en double où il a été no 6 mondial, a gagné 24 titres (sur un total de 42 finales jouées) dont deux du Grand Chelem à Melbourne ainsi que le Masters aux côtés de son compatriote Michaël Llodra. Il dispose, d'un  des meilleurs palmarès français dans ce domaine en nombre de titres obtenus en Grand Chelem et en Masters 1000. Il fait partie de l'équipe de France de Coupe Davis, avec laquelle il a remporté le trophée deux fois (1991 et 2001) et atteint deux autres finales (1995 et 2002). Il a également atteint 3 autres finales de Grand Chelem en double et remporté Roland-Garros en double mixte. En simple, il a remporté 6 titres sur 12 finales jouées et a occupé la 17e place mondiale.
Sa longévité sur le circuit professionnel lui a permis d'établir un certain nombre de records, dont certains sont toujours valides. Ainsi, de tous les joueurs qui n'ont pas fait partie du Top 10, il est celui qui compte le plus de victoires (42) sur des joueurs du Top 10. 
Après la fin de sa carrière professionnelle, il a une activité de consultant sportif, notamment sur BeIn Sports et Prime Vidéo, et d'entraîneur, notamment auprès de Richard Gasquet.

## Biographie
Bon joueur de simple, tactique et combatif, ses qualités s'expriment pleinement en double, où il a obtenu ses meilleurs résultats. Il fut surnommé Ô, le Magicien ! par Pete Sampras après une défaite en trois sets, en raison de son toucher de balle. Un autre sobriquet, Battling fab (Fab le battant) lui vient de sa combativité ; Pat Cash l'appelle « le petit magicien ». Il a en effet disputé de nombreux matchs en cinq sets et a détenu durant plus de 6 ans le record du match le plus long de l'histoire du tennis professionnel.
Santoro a un coup droit à deux mains, qui lui donne une précision supplémentaire à défaut de puissance (son père s'en veut d'ailleurs de ne pas lui avoir donné une raquette plus légère quand il a débuté), tout particulièrement en double. Il utilise les deux mains également pour son revers. Dans le milieu des années 1990, il décide de modifier son style de jeu en le tournant plus vers l'avant. Cela donne un second souffle à sa carrière, qui lui permet d'obtenir ses plus beaux succès, que ça soit en simple ou en double.
Il remporte le tournoi de Roland Garros junior en 1989.
À l'issue de la saison 1990, il reçoit le prix ATP « Révélation de l'année ».
Santoro a joué un grand rôle dans le parcours de la France dans sa victoire en Coupe Davis en 1991. Au stade des quarts de finale, le natif de Tahiti a en effet qualifié la France pour le tour suivant en battant l'Australien Wally Masur dans le cinquième match décisif. Même s'il n'a pas joué sur le terrain la finale, au profit notamment du tandem Henri Leconte-Guy Forget, il est sélectionné dans l'équipe vainqueur en tant que remplaçant.
Et c'est en 1992 à Barcelone qu'après une victoire face au no 5 mondial Boris Becker, il manque la demi-finale d'une balle de match face à Goran Ivanišević no 4 (7-6, 7-6, 4-6, 4-6, 6-8), ce qui aurait été sa meilleure performance dans un tournoi majeur en simple (Grand Chelem, Masters et Jeux olympiques).
Il joue la Hopman Cup 2004 avec Amélie Mauresmo.
Sa plus belle performance en simple a lieu en janvier 2006 lors de l'Open d'Australie. Après avoir battu l'ancien vainqueur de Roland-Garros, l'Argentin Gastón Gaudio, Santoro élimine au 4e tour l'Espagnol David Ferrer en trois sets (6-4, 7-5, 7-5). Il atteint ainsi les quarts de finale pour la première fois de sa carrière en Grand Chelem, stade où il perd face à David Nalbandian. En double, c'est associé à Michaël Llodra qu'il a obtenu ses plus jolis succès : deux victoires à l'Open d'Australie ainsi que le Masters en 2005. Il a également gagné un titre en double mixte à Roland-Garros en 2005 aux côtés de la Slovaque Daniela Hantuchová. Fabrice Santoro a fait également partie de l'équipe de France de Coupe Davis et a gagné celle-ci en 2001. Par la suite, il a vécu l'épilogue d'une aventure mouvementée avec la Coupe Davis, un dernier clash avec Guy Forget devant lui fermer les portes de la sélection[réf. nécessaire].
En mai 2008, Fabrice Santoro a reçu à la fin du tournoi de Roland-Garros le Prix Citron, récompensant « la personnalité forte en zeste et en caractère » de la quinzaine. En juin, à l'issue de l'Open de Poitou-Charentes, Ségolène Royal lui remet le Prix Maraîchage, récompensant l'athlète le plus fertile de la semaine niortaise. En juillet, il s'impose pour la seconde fois consécutive au tournoi de Newport, remportant ainsi son sixième titre. En octobre, il atteint les demi-finales du tournoi de Moscou puis en novembre, il gagne le tournoi Challenger de Dnipropetrovsk en Ukraine en battant Victor Hănescu en finale.
En janvier 2009, après une défaite sévère face au no 1 mondial Rafael Nadal dès le premier tour de l'Open de Doha (6-0, 6-1), Fabrice Santoro atteint le troisième tour de l'Open d'Australie où il échoue en 3 sets face à l'ancien no 1 mondial Andy Roddick (6-3, 6-4, 6-2). Il atteint ensuite le deuxième tour de l'Open de Dubaï, tournoi qu'il avait remporté en 2002. Il perd ensuite au premier tour de Roland-Garros contre le Belge Christophe Rochus et est ensuite publiquement salué pour fêter sa 20e et dernière participation. À Wimbledon, il fait encore parler de lui en battant Nicolas Kiefer (no 35) au 1er tour avant de chuter face à l'ex-numéro 1 mondial, Juan Carlos Ferrero. À Newport, il perd son titre en demi-finale face à l'Américain Sam Querrey. À l'US Open, il s'incline au premier tour face à Ferrero. C'est la troisième fois de l'année qu'ils se rencontrent en Grand Chelem.
Après avoir perdu au 1er tour du Masters de Paris-Bercy face à James Blake, il termine l'année 2009 à la 68e place. C'est la 13e année consécutive (et la 18e depuis le début de sa carrière) qu'il finit dans le top 70. Alors qu'il avait annoncé qu'il mettrait un terme à sa carrière à la fin de la saison 2009, il annonce début 2010 qu'il participera à l'Open d'Australie afin d'atteindre le cap des 70 participations dans les tournois de Grand Chelem et de devenir le premier joueur, dans l'ère moderne, à avoir disputé au moins un Grand Chelem sur quatre décennies. Il s'incline au premier tour (7-5, 7-5, 6-3) face au Croate Marin Čilić, 14e mondial et futur demi-finaliste.
Régulièrement sollicité par les chaînes de télévision depuis, il est notamment consultant pour BeIn Sports en 2014, sur les tournois ATP retransmis par la chaîne. Le 26 novembre 2014, il annonce sa prochaine collaboration avec Serhiy Stakhovsky, dont il devient l'entraineur à partir de 2015 en remplacement de Tibor Toth. Cette association se termine en février 2016.
Il entame en 2017 une collaboration avec Pierre-Hugues Herbert et devient en 2018 l'entraîneur de Richard Gasquet en binôme avec Thierry Tulasne.
En 2018, Fabrice Santoro candidate également au poste de capitaine de l'équipe de France de Coupe Davis pour succéder à Yannick Noah. C'est finalement Amelie Mauresmo qui a été préférée à Michaël Llodra et Fabrice Santoro pour les saisons 2019 et 2020.
Santoro est actionnaire du tournoi de tennis de Moselle entre 2009 et 2016, année où il met fin à cet actionnariat à la suite des fortes difficultés financières du tournoi.

## Style de jeu

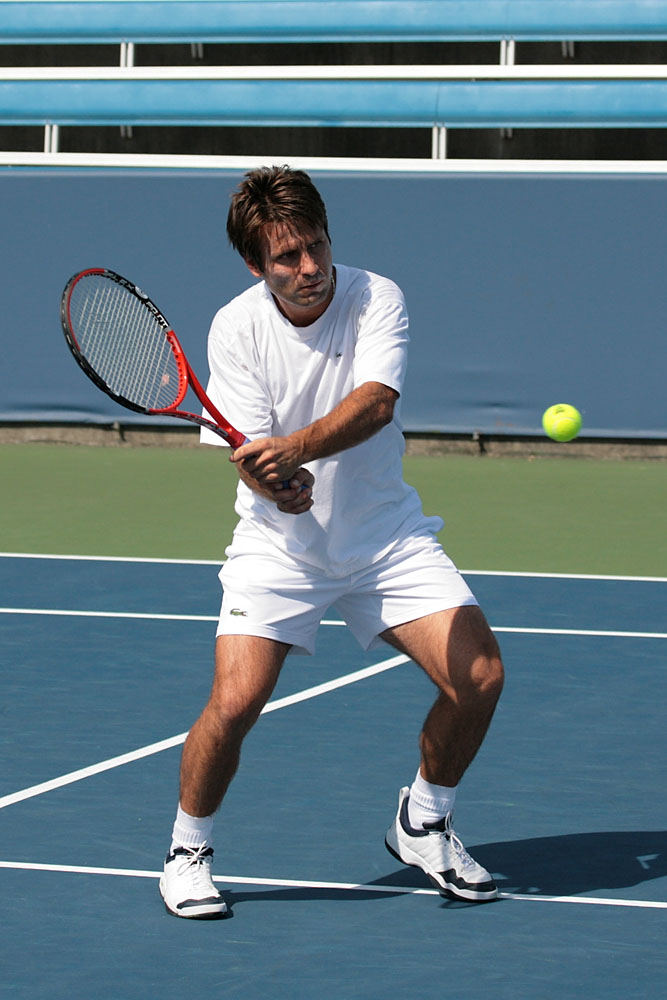
Santoro et son coup droit à deux mains en 2006.

Fabrice Santoro utilise de manière importante les effets coupés et liftés, que ce soit en revers ou en coup droit du fait de sa prise de raquette à deux mains des deux côtés. Chose atypique, le revers du Français est plus performant que son coup droit, il lui arrive donc de faire des revers de décalage (frapper en revers une balle qui arrive sur le coup droit). Il est aussi adepte du service-volée. Joueur sans grande arme de coup droit, de revers, ou de service qui sont classiques chez les joueurs de tennis contemporains, les principales qualités de jeu de Santoro résident dans son exceptionnel toucher de balle, sa capacité à masquer ses coups, et sa vision du jeu et de la tactique, notamment dans la déstabilisation du jeu de son adversaire par l'utilisation de changements de rythme, d'effets, ou de « coups surprises ».

## Quelques records ou performances
Il détient le record de tournois en simple joués sur une carrière : 437 tournois.
Fabrice Santoro codétenait avec Arnaud Clément du 25 mai 2004 au 23 juin 2010 le record du match le plus long, match qu'il gagne après 6 h 33 de jeu sur 2 jours (4 h 39 et 1 h 54) sur le score de 6-4, 6-3, 6-7(5), 3-6, 16-14 lors du tournoi de Roland-Garros ; ce record n'est dépassé qu'en 2010 par le match entre John Isner et Nicolas Mahut à Wimbledon. En 2015 le match Mayer-Sousa du 1er tour de la Coupe Davis a dure 6h42.Il est désormais le 3e plus long de l'histoire.
Fabrice Santoro a participé à 70 tournois du Grand Chelem dans sa carrière. Il a battu le record du nombre de participations chez les hommes lors de l'Open d'Australie 2008 mais a depuis été dépassé par Roger Federer (71 participations après l'US Open 2017). Il n'a pas manqué un rendez-vous entre l'US Open 1998 et l'Open d'Australie 2010 soit 46 participations consécutives. Toutefois il lui a fallu participer à 168 tournois sur le circuit ATP avant de remporter son premier titre ce qui le classe derrière Vincent Spadea (223), Tom Gullikson (204) et Andreas Seppi (175). Il a dû attendre 54 tournois du Grand Chelem pour atteindre son unique quart de finale, c'est un record
Il a disputé au moins un tournoi du Grand Chelem sur quatre décennies (les années 1980, 1990, 2000 et 2010).
Lors du tournoi de Roland-Garros 2009, Santoro a fêté les 20 ans de sa première apparition dans ce tournoi ainsi que sa 20e participation. En effet, depuis 1989, il n'a manqué qu'une seule édition, en 1996.
Fabrice Santoro n'a pas quitté le top 100 mondial pendant 13 années consécutives (entre le 17 février 1997 et le 1er mars 2010), tout en n'atteignant jamais le top 10.
Au 4 janvier 2010, Fabrice Santoro a passé 805 semaines dans le top 100 de l'ATP depuis son entrée le 23 avril 1990 (sur un total possible de 884 semaines). C'est de très loin le Français qui a passé le plus de temps dans le top 100 depuis juin 1984 devant Guy Forget (493 semaines) et Cédric Pioline (489 semaines). Toutefois, son meilleur classement en simple n'est qu'une 17e place, ce qui l'empêcha d'être numéro 1 français au classement ATP, mais il fut néanmoins 131 fois numéro 2 et 206 fois numéro 3. Guy Forget, Cédric Pioline, Arnaud Boetsch, Sébastien Grosjean, Jérôme Golmard, Arnaud Clément, Richard Gasquet, Gilles Simon et Jo-Wilfried Tsonga ont en effet occupé cette première place devant lui.
Fabrice Santoro est devenu le 16 novembre 2009 le premier joueur français à avoir cumulé plus de 10 millions de dollars de gains en tournois (10 021 132 $ à la fin de sa carrière). Il devance Sébastien Grosjean et Cédric Pioline chez les Français et se situe au 32e rang du classement mondial des gains à fin 2009.
Réputé très difficile à jouer, Santoro a battu de nombreuses fois des top 10 et tous les joueurs qui ont été no 1 depuis le début de sa carrière (1989) sauf Ivan Lendl (0-1), Ievgueni Kafelnikov (0-6) et Rafael Nadal (0-1), mais aussi à de très rares exceptions près, tous les autres plus grands joueurs de son époque.
Ainsi, entre 1989 et 2009, Santoro a affronté 21 des 25 joueurs ayant occupé la 1re place mondiale : seuls John Newcombe, Ilie Năstase, John McEnroe et Björn Borg n'ont jamais affronté Santoro en compétition officielle.
Il n'a jamais battu de no 1 mondial en exercice sur 9 affrontements ; il reste toutefois loin derrière Brad Gilbert qui n'a jamais battu un no 1 en 21 confrontations. Il bat la tête de série la plus proche de la place de no 1 mondial en mai 1995 : au premier tour des Masters de Rome, le tenant du titre Pete Sampras, descendu à la 2e place depuis 1 mois, retrouva son trône en novembre et finit l'année numéro 1 mondial.
Il fut la bête noire de Marat Safin (7 victoires à 3 sur le circuit principal). Lors de leur dernière rencontre, la seule sur gazon, Santoro a eu une balle de match avant de devoir abandonner. Safin dit à son propos : « Tout le monde peut battre Fabrice Santoro. Tout le monde, sauf moi. » Il a également déclaré : « C'est un cauchemar pour moi de jouer Santoro ». Voici ses victoires sur le top 10 :

## Palmarès

### En double messieurs
| 24 titres en double | 2 G. Chelem | 2 G. Chelem | 2 G. Chelem | 2 G. Chelem | 1 Masters  | 1 Masters  | 1 Masters   | 1 Masters   | 3 Masters 1000 | 3 Masters 1000 | 3 Masters 1000 | 3 Masters 1000 | 3 ATP 500          | 3 ATP 500          | 3 ATP 500          | 3 ATP 500          | 15 ATP 250         | 15 ATP 250         | 15 ATP 250     | 15 ATP 250     | 0 JO           | 0 JO           | 0 JO           | 0 JO           |
| 24 titres en double | 14 sur dur  | 14 sur dur  | 14 sur dur  | 14 sur dur  | 14 sur dur | 14 sur dur | 1 sur gazon | 1 sur gazon | 1 sur gazon    | 1 sur gazon    | 1 sur gazon    | 1 sur gazon    | 4 sur terre battue | 4 sur terre battue | 4 sur terre battue | 4 sur terre battue | 4 sur terre battue | 4 sur terre battue | 5 sur moquette | 5 sur moquette | 5 sur moquette | 5 sur moquette | 5 sur moquette | 5 sur moquette |

## Autres résultats

### Circuit juniors
- Vainqueur du tournoi de Roland Garros en 1989.

### Coupe Davis
Avec l'équipe de France de Coupe Davis :
- Vainqueur en 1991 et 2001
- Finaliste en 1999 et 2002

### Trophée des Légendes
- 2011 : Vainqueur à Roland-Garros dans le Trophée des Légendes catégorie moins de 45 ans avec Todd Woodbridge
- 2013 : Vainqueur à Roland-Garros dans le Trophée des Légendes catégorie moins de 45 ans avec Cédric Pioline